# Cons-la-Grandville
Cons-la-Grandville is een gemeente in het Franse departement Meurthe-et-Moselle in de regio Lotharingen en telt 608 inwoners (1999).
De gemeente maakt deel uit van het arrondissement Briey en sinds begin 2015 van het kanton Mont-Saint-Martin. Daarvoor hoorde het bij het kanton Longuyon in hetzelfde arrondissement.

## Geografie
De oppervlakte van Cons-la-Grandville bedraagt 8,3 km², de bevolkingsdichtheid is 73,3 inwoners per km².
Prominent in het plaatsje ligt aan de Chiers het kasteel van Cons-la-Grandville. 
De onderstaande kaart toont de ligging van Cons-la-Grandville met de belangrijkste infrastructuur en aangrenzende gemeenten.

## Demografie
Onderstaande figuur toont het verloop van het inwonertal (bron: INSEE-tellingen).